# Plebejus minor
Plebejus minor är en fjärilsart som beskrevs av Ruggero Verity 1943. Plebejus minor ingår i släktet Plebejus och familjen juvelvingar. Inga underarter finns listade i Catalogue of Life.